# Акбулатовська сільська рада (Татишлинський район)
Акбула́товська сільська рада (рос. Акбулатовский сельский совет) — муніципальне утворення у складі Татишлинського району Башкортостану, Росія. Адміністративний центр — село Староакбулатово.

## Населення
Населення — 782 особи (2019, 1014 в 2010, 1081 в 2002).

## Склад
До складу поселення входять такі населені пункти:
| Населений пункт       | Населення, осіб (2002) | Населення, осіб (2010) |
| --------------------- | ---------------------- | ---------------------- |
| Савалеєво, присілок   | 142                    | 100                    |
| Староакбулатово, село | 455                    | 426                    |
| Чургулди, село        | 484                    | 488                    |